# So You've Been Publicly Shamed
So You've Been Publicly Shamed est un livre de 2015 du journaliste britannique Jon Ronson sur l'humiliation en ligne et ses antécédents historiques. Le livre explore la réémergence de l'humiliation publique en tant que phénomène sur Internet, en particulier sur Twitter. Cette dernière était utilisée par l'État américain comme sanction durant la période coloniale. À partir de 1837 au Royaume-Uni et 1839 aux États-Unis, l'humiliation publique comme sanction étatique a été progressivement supprimée. Cette suppression n'est pas liée à la croissance de la population, contrairement à ce qui a pu être affirmé,. mais elle était plutôt une réponse aux revendications croissantes de compassion.
En collectant des matériaux pour son livre, Ronson a interviewé plusieurs personnes qui étaient la cible d'humiliation sur Internet, notamment Jonah Lehrer, Justine Sacco et Lindsey Stone. Il a également interviewé des instigateurs d'humiliations publiques du XXIe siècle, dont l'ancien juge de district du Texas et ancien représentant du Congrès Ted Poe, et plusieurs autres figures d'humiliations publiques généralisées.

## Contenu
Dans l'introduction, Ronson raconte l'histoire d'un compte Twitter parodique géré automatiquement, @jon_ronson (le nom d'utilisateur Twitter de Ronson est en fait @jonronson). Le compte publie quelques tweets liés à la nourriture et à la fête, dont aucun n'est lié à la vie réelle de Jon Ronson. Cela conduit Ronson à demander aux créateurs du bot de le supprimer, car il pense qu'il s'agit d'un spambot. Les créateurs du compte l'appellent un « infomorph » et déclinent la demande de Ronson, mais acceptent finalement de rencontrer l'auteur en personne.
Ronson enregistre ensuite l'interaction et la publie sur YouTube, et est surpris de la réaction massivement en sa faveur. Les créateurs du bot, à la suite de l'humiliation publique suscitée par la vidéo de Ronson, acceptent finalement de retirer le compte Twitter contrefait.
Cette expérience amène Ronson à réévaluer d'autres humiliations publiques auxquelles il a participé, et les effets de ces événements sur l'humiliant et l'humilié. Il commence par interviewer des victimes connues d'humiliation publique sur Internet et les instigateurs de ces événements humiliants.

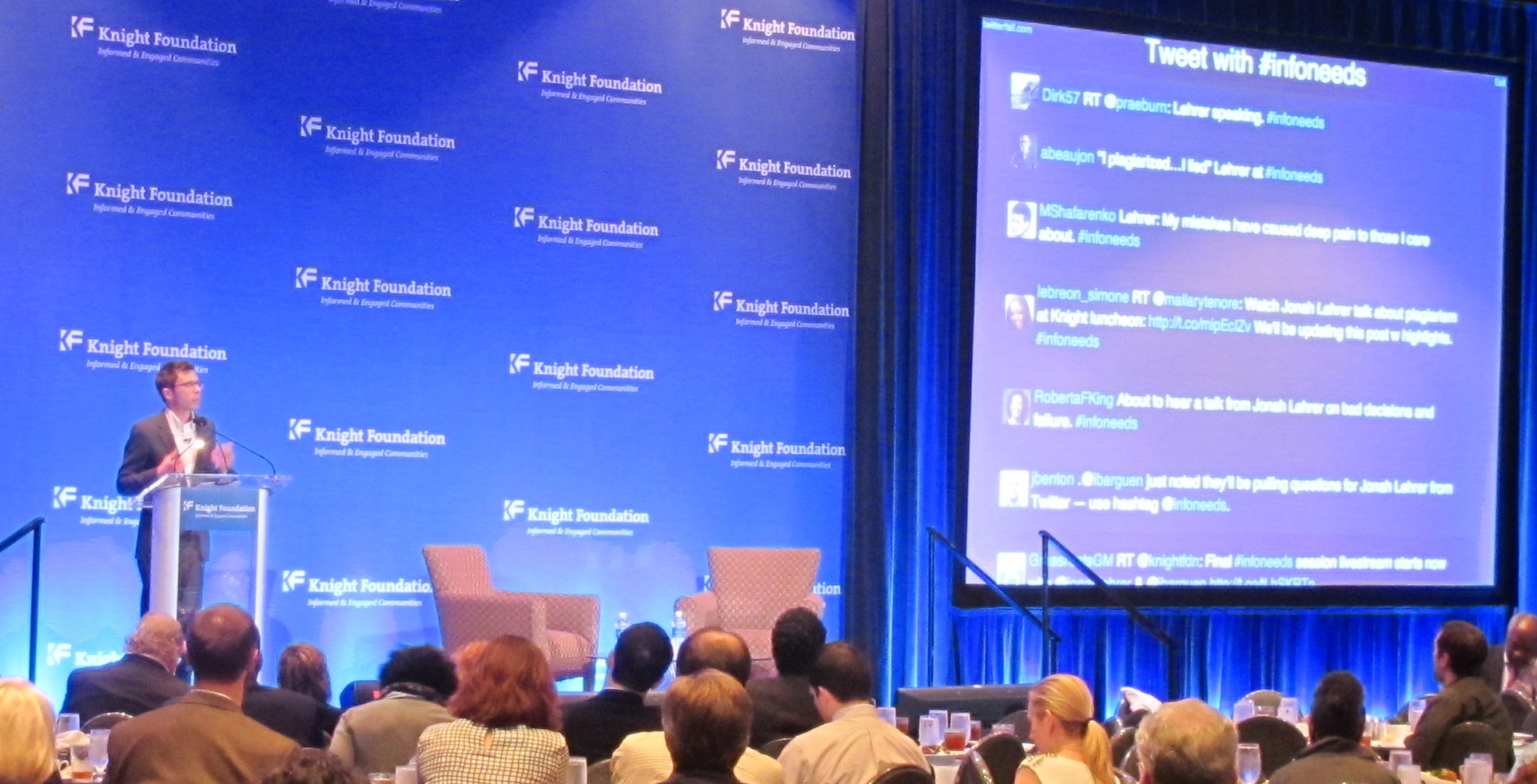
Jonah Lehrer prononce un discours devant la Fondation Knight après avoir admis que son livre Imagine était basé sur des citations inventées. Le discours de Lehrer a été diffusé en direct sur Internet et débattu sur Twitter afin que Lehrer et le public puissent voir en temps réel la réaction (souvent très critique) au discours, qui a été perçu comme obscur.

Son premier interviewé est Jonah Lehrer, journaliste de vulgarisation scientifique en disgrâce pour The New Yorker et auteur du livre Imagine: How Creativity Works. Ronson interviewe également le journaliste qui a dévoilé le plagiat de Lehrer et l'utilisation abusive des citations - Michael C. Moynihan. Dans les jours précédant les excuses télévisées de Lehrer lors d'une conférence organisée par la Fondation John S. et James L. Knight, Ronson interviewe le journaliste en disgrâce lors d'une randonnée dans le Runyon Canyon. L'humiliation publique liée au discours d'excuses de Lehrer est exacerbée par un grand écran de projection accroché derrière son podium et un petit écran de télévision visible par Lehrer, qui affichent tous deux un flux Twitter en direct de tous les tweets avec le hashtag «infoneeds»,. Une petite polémique infuse à la suite du discours de Lehrer, que certains décrivent comme arrogant et manquant de sincérité. Ronson, qui avait récemment interviewé Lehrer a été invité à réfléchir à un brouillon pour le discours. Il admet avoir décidé de ne pas dire à Lehrer, avant de prononcer son discours, qu'il ne trouvait pas le discours convaincant. Un autre bouleversement se produit sur les réseaux sociaux lorsqu'il est découvert que la Knight Foundation a payé Lehrer 20 000 $ pour son discours d'excuses.
Sa deuxième interviewée est Adria Richards, qui lors de ce qui a été appelé le donglegate, a publié les visages de deux développeurs technologiques de PyCon qui se chuchotaient des blagues sexuelles lors d'une conférence sur la promotion de l'implication des femmes dans la technologie. L'un des développeurs (nommé uniquement "Hank" dans le livre) a publiquement attribué son licenciement à la publication de Richards sur son comportement, qu'il estimait avoir été inoffensif. Son récit des événements a conduit à un backlash (retour de bâton) en ligne contre Richards qui, à son tour, a conduit Richards à être licenciée de son travail. Ronson révèle qu'au moment de la rédaction de cet article, les deux hommes avaient pu trouver de nouveaux postes dans la technologie au cours des mois suivants, tandis que Richards restait au chômage et continuait de faire face à des menaces et du harcèlement en ligne en relation avec l'incident. Richards croit qu'Hank a sciemment incité son harcèlement incessant et son chômage continu, en raison du fait qu'il la blâme publiquement pour son propre licenciement. Finalement, Ronson pense que Richards est principalement en faute.
D'autres parties du livre incluent des interviews et une couverture de l'incident de Justine Sacco, ainsi qu'une longue section sur la façon dont les gens peuvent « cacher » leurs résultats de recherche Google négatifs via des mécanismes informatiques légaux et créatifs.

## Réception
Jennifer Latson du Boston Globe a fait remarquer que « Ronson parvient à être à la fois académique et divertissant ». Matthew Hutson du Wall Street Journal a déclaré que le livre « soulève des questions intéressantes sur la droiture, la réputation et la conformité », mais a déploré que « les pensées de Ronson restent des réflexions déconnectées plutôt que cohérentes comme un calcul des coûts et des avantages de l'humiliation publique ».

## Dans la culture populaire
- Hated in the Nation, un épisode de 2016 de la série d'anthologie Black Mirror, a été en partie inspiré de So You've Been Publicly Shamed[18].